# Channing Frye
Channing Thomas Frye (White Plains, New York, 17. svibnja 1983.) američki je profesionalni košarkaš. Igra na poziciji krilnog centra, a može igrati i centra. Trenutačno je član NBA momčadi Cleveland Cavaliersa. Izabran je u 1. krugu (8. ukupno) NBA drafta 2005. od strane New York Knicksa.

## NBA karijera

### New York Knicks
Izabran je kao osmi izbor NBA drafta 2005. od strane New York Knicksa. U svom prvom dvoboju s prvim izborom drafta Andrewom Bogutom, u utakmici s Milwaukee Bucksima, Frye je postigao učinak karijere od 30 poena i tome još dodao 7 skokova, 2 blokade i 1 asistenciju. Na kraju sezone izabran je u All-Rookie prvu petorku. 21. ožujka 2006. tijekom utakmice s Toronto Raptorsima Frye je ozlijedio koljeno te je bio prisiljen propustiti ostatak sezone. Na početku iduće sezone mediji su podigli prašinu oko toga zašto David Lee nije starter u momčadi ispred Fryea koji je bio statistički slabiji od Leeja. Međutim trener Knicksa Isiah Thomas polagao je povjerenje Fryeu sve 3. veljače 2007. kada je Lee postao startni krilni centar momčadi. Nakon dvije sezone u Knicksima Frye je zamijenjen.

### Portland Trail Blazers
28. lipnja 2007. Frye je zajedno sa Steveom Francisom mijenjan u Portland Trail Blazerse u zamjenu za Zacha Randolpha, Freda Jonesa i Dana Dickaua. Nakon potpisivanja ugovora Frye je uzeo broj 44 jer je njegov broj 7 već bio rezerviran od strane Brandona Roya. Na početku sezone 2008./09. Frye se morao podvrgnuti zahtjevnoj operaciji lijevog zgloba.

### Phoenix Suns
14. srpnja 2009. Frye je potpisao dvogodišnji ugovor vrijedan 3,8 milijuna dolara, uz opciju produženja, te postao član Phoenix Sunsa. Od 2014. član je Phoenix Sunsa, a od 2016. Cleveland Cavaliersa.

## NBA statistika

### Regularni dio
| Godina    | Klub     | Odig. uta. | Uta. poč. | Min. | 2P%  | 3P%  | Sl. bac.% | Skok. | Asist. | Ukr. lop. | Blok. | Poena |
| --------- | -------- | ---------- | --------- | ---- | ---- | ---- | --------- | ----- | ------ | --------- | ----- | ----- |
| 2005./06. | New York | 65         | 14        | 24.2 | .477 | .333 | .825      | 5.8   | .8     | .5        | .7    | 12.3  |
| 2006./07. | New York | 72         | 59        | 26.3 | .433 | .167 | .787      | 5.5   | .9     | .5        | .6    | 9.5   |
| 2007./08. | Portland | 78         | 20        | 17.2 | .488 | .300 | .780      | 4.5   | .7     | .4        | .3    | 6.8   |
| 2008./09. | Portland | 63         | 1         | 11.8 | .423 | .333 | .722      | 2.2   | .4     | .3        | .2    | 4.2   |
| Ukupno    |          | 278        | 94        | 20.0 | .457 | .286 | .799      | 4.5   | .7     | .4        | .4    | 8.2   |

### Doigravanje
| Godina    | Klub     | Odig. uta. | Uta. poč. | Min. | 2P%  | 3P%  | Sl. bac.% | Skok. | Asist. | Ukr. lop. | Blok. | Poena |
| --------- | -------- | ---------- | --------- | ---- | ---- | ---- | --------- | ----- | ------ | --------- | ----- | ----- |
| 2008./09. | Portland | 4          | 0         | 9.0  | .357 | .000 | .667      | .8    | .3     | .0        | .0    | 3.0   |
| Ukupno    |          | 4          | 0         | 9.0  | .357 | .000 | .667      | .8    | .3     | .0        | .0    | 3.0   |

## Vanjske poveznice
- Službena stranica  Arhivirana inačica izvorne stranice od 18. kolovoza 2009. (Wayback Machine)
- Profil na NBA.com
- Profil  Arhivirana inačica izvorne stranice od 18. rujna 2012. (Wayback Machine) na Basketball-Reference.com